# دفتين
الدُّفتين هو نسيج مبرد ذو زئبر يشبه المخمل على جانب واحد. يتميز بلمسة نهائية غير لامعة وكتامته العالية تجعله مثاليًا لحجب الضوء. يمكن نسجه من القطن أو الصوف أو ـ في حالات نادرة بشكل رئيس في أوائل القرن العشرين ـ من الحرير.